# ジェームズ・ヒルターブランド
ジェームズ・ヒルターブランド（James Hilterbrand、1989年5月21日 - ）は、アメリカ合衆国のラグビー選手。

## プロフィール
- オーストラリア・アデレード出身[1]。
- ポジションはプロップ(PR)、フッカー(HO)。
- 身長 184cm、体重 108kg
- U18オーストラリア代表に選ばれたことがある[2]。
- アメリカ代表キャップは20(2021年9月現在)。
- オーストラリア、アメリカに加えて、スコットランドの代表資格も持っていた[3]。

## 略歴
2019年、ワールドカップのアメリカ代表に選ばれた。